# اوجیه
اوجیه یک منطقهٔ مسکونی در لیبی است که در استان سرت واقع شده‌است.